# Golf de Siam

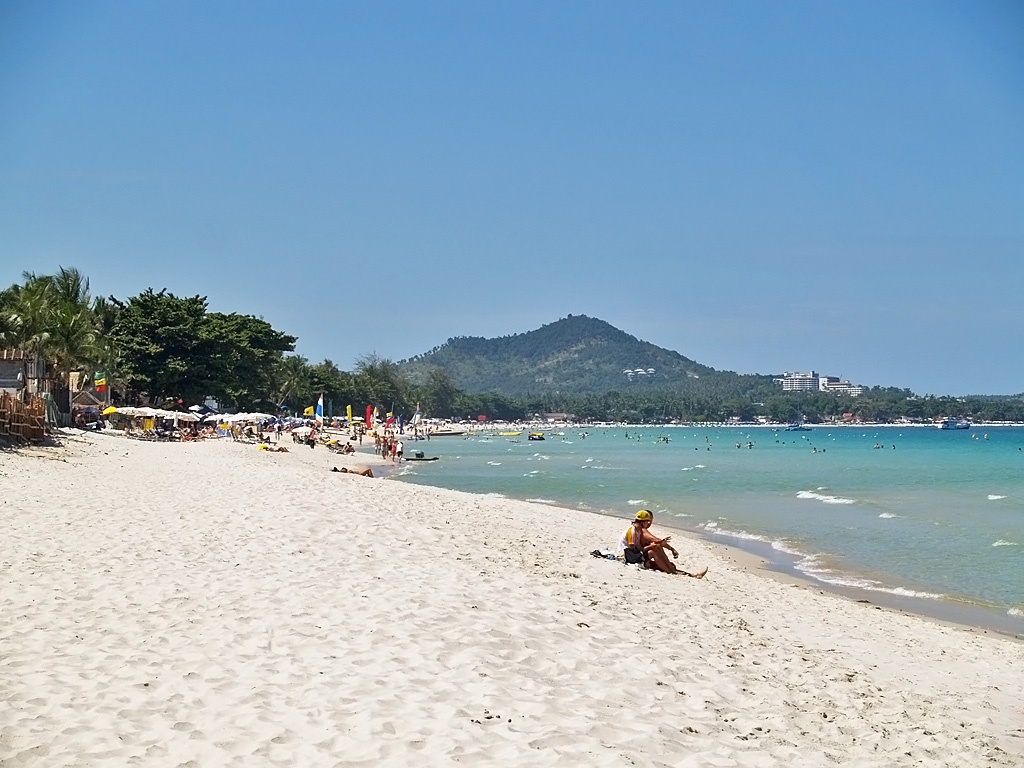
Platja a l'illa de Ko Samui, a la part occidental del golf de Siam

El golf de Siam, anomenat també golf de Tailàndia (en tailandès อ่าวไทย, Ao Thai; en khmer Chhuksâmŭtr Thai; en vietnamita Vịnh Thái Lan; en malai Teluk Thailand o Teluk Siam), és un golf que s'obre a la part occidental de la mar de la Xina meridional, que alhora forma part de l'oceà Pacífic. El golf de Siam està voltat pels estats de Malàisia, Tailàndia, Cambodja i el Vietnam, a l'extrem nord-occidental s'obre la badia de Bangkok, on desemboca el riu Chao Phraya, prop de Bangkok. A la zona occidental es troba la badia de Bandon amb les illes de Ko Samui, Ko Phangan i Ko Tao.

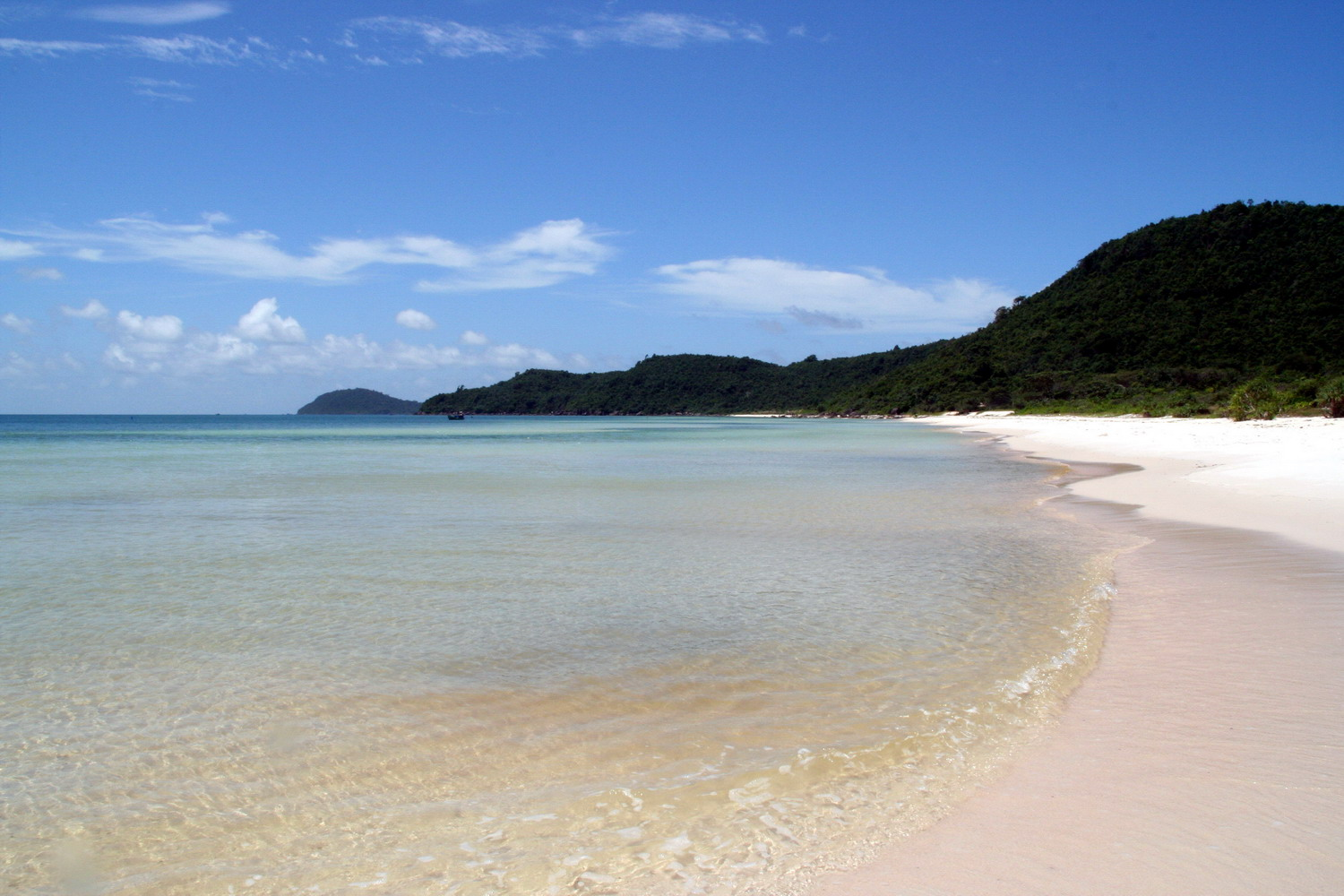
Platja a l'illa de Phu Quoc, a la part oriental del golf de Siam

Té una superfície aproximada de 320.000 km². El límit del golf és definit per una línia que va des del cap Bai Bung, al sud del Vietnam (just per sota del delta del Mekong), fins a la ciutat de Kota Bharu, a la costa de Malàisia.
El golf de Tailàndia és relativament pla, amb una fondària mitjana de 45 m i un màxim de tan sols 80 m. Per això, el recanvi d'aigües es produeix de manera molt lenta, i la gran quantitat d'aigua que hi aboquen els rius fa que el golf tingui poca salinitat (3,05–3,25%) i que sigui ric en sediments. Només a les àrees més fondes trobem aigua més salada (amb un índex d'un 3,4%) que prové de la mar de la Xina meridional i omple la depressió central per sota dels 50 m de profunditat. Els rius principals que hi desemboquen són el Chao Phraya (amb el seu afluent Ta Chin) i el Mae Klong, a la badia de Bangkok, i en menor mesura el Tapi a la badia de Ban Don, al sud-oest del golf.
A l'època de la darrera glaciació, el golf de Siam no existia a causa del baix nivell del mar, sinó que era tan sols una extensió de la vall del riu Chao Phraya.
A causa de la calidesa tropical de les seves aigües, el golf de Siam allotja molts esculls de corall i, per tant, un bon nombre d'estacions per a la pràctica del submarinisme. L'indret turístic més popular és l'illa de Ko Samui, a la província de Surat Than, mentre que Ko Tao és el centre del turisme submarí.
El golf també conté recursos naturals com ara petroli i, sobretot, gas natural.

## Noms
El nom tailandès modern del golf és Ao Thai (tailandès อ่าวไทย, [ʔàːw tʰāj] (</img>, «golf tailandès») i «golf de Tailàndia» ha estat adoptat com a nom oficial de l'organisme per l'Organització Hidrogràfica Internacional. El seu nom en malai és «golf de Siam», Teluk Siam o en escriptura jawi: تلوق سيم, i en llengua khmer: ឈូងសមុទ្រសៀម, Chhoung Samut Siem. En tailandès, el golf es coneix històricament com Ao Sayam (tailandès อ่าวสยาม). En vietnamita es coneix com a Vịnh Thái Lan.
Generalment, s'identifica amb el Gran Golf (llatí: Magnus Sinus) conegut pels cartògrafs grecoromans, àrabs, perses i renaixentistes abans que l'afluència d'exploradors portuguesos retirés la península fantasma de la cua de drac dels mapes del món europeus al segle xvi.

## Geografia

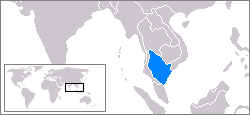
Mapa que mostra la ubicació del golf

El golf de Tailàndia limita amb Cambodja, Tailàndia, Malàisia i Vietnam. Ocupa una superfície de fons marí de 304.000 habitants km² de 6° N a 13° 30′ de latitud N i 99°E a 104° E de longitud. L'extrem nord del golf és la badia de Bangkok, a la desembocadura del riu Chao Phraya. El límit sud del golf està definit per una línia des del cap Bai Bung al sud del Vietnam (just al sud de la desembocadura del riu Mekong) fins a la ciutat de Tumpat i Pengkalan Chepa a la costa de Malàisia.
El golf és relativament poc profund: la seva profunditat mitjana és de 58 m i la profunditat màxima és de només 85 m. Això fa que l'intercanvi d'aigua sigui lent, i la forta entrada d'aigua dels rius redueix el nivell de salinitat al golf (3,05-3,25%) i enriqueix els sediments. Només a majors profunditats aigua amb una salinitat més alta (3,4%) flueix al golf des del mar de la Xina Meridional. Omple la depressió central per sota d'una profunditat de 50 m. Els principals rius que desemboquen al golf són el Chao Phraya, inclòs el seu distribuïdor riu Tha Chin, els rius Mae Klong i Bang Pakong a la badia de Bangkok i, en menor grau, el riu Tapi que desemboca a la badia de Bandon al sud-oest del golf.
L'Organització Hidrogràfica Internacional defineix el límit sud del golf com «[una] línia que va des de l'extrem occidental de Cambodja o punt de Camau (8° 36′N) fins a l'extrem nord del punt del costat est de l'estuari del Riu Kelantan (6° 14′ N, 102° 15′ E / 6.233°N,102.250°E)».

### Morfologia del fons marí
La morfologia del fons marí a la depressió central del golf es caracteritza per la presència de túmuls allargats i carenes disposades paral·lelament a l'eix de la conca. Aquesta morfologia, molt estesa dins del golf en profunditats d'aigua superiors als 50 m, cobreix una àrea de desenes de milers de quilòmetres quadrats.
Reflecteix una interacció entre la deshidratació dels sediments i l’activitat erosiva dels corrents oceànics actuals. La deshidratació dels sediments i la filtració de fluids donen lloc a la formació de nombrosos petits pous i taques. L’erosió a llarg termini imposada pels corrents d'orientació estable modifica els pockmarks en llargs runnels i depressions i, en última instància, condueix a la formació dels grans camps de monticles i carenes allargades, així com els punts atípics residuals de làmines de fang i argila no erosionades.

### Badies
Tailàndia
- Badia de Bangkok

- Badia de Prachuap

- Ao Manao

- Badia de Sattahip

- Badia de Bandon

Cambodja
- Badia de Kompong Som (Chhak Kompong Som)

- Badia Rinh de vedella

- Badia de Kep

- Chhak Koh Kong

Vietnam
- Vinh Thuan Yen

- Vinh Ba Hon

- Vinh Hon Chong

### Illes
Les illes més grans del golf són:
- Ko Chang
- Ko Mak
- Ko Kut
- Ko Samui
- Ko Pha Ngan
- Ko Tao
- Ko Phaluai
- Ko Sichang
- Ko Lan
- Ko Phai
- Ko Khram
- Ko Samae San
- Ko Samet
- Ko Rang
- Ko Khangkhao
- Ko Man Nok
- Ko Wai
- Ko Phi
- Ko Kham
- Ko Sai
- Ko Kra
- Ko Losin
- Phú Quốc
- Thổ Chu Islands
- Hà Tiên Islands
- Bà Lụa Islands
- Nam Du Islands
- Koh Kong
- Koh Rong
- Koh Sdach
- Koh Rong Sanloem
- Koh Puos
- Koh Dek Koul
- Koh Russei
- Koh Ta Kiev
- Koh Preab
- Koh Thmei
- Koh Seh
- Koh Ach Seh
- Koh Tonsay
- Koh Tang
- Koh Pring
- Koh Poulo Wai

## Medi ambient

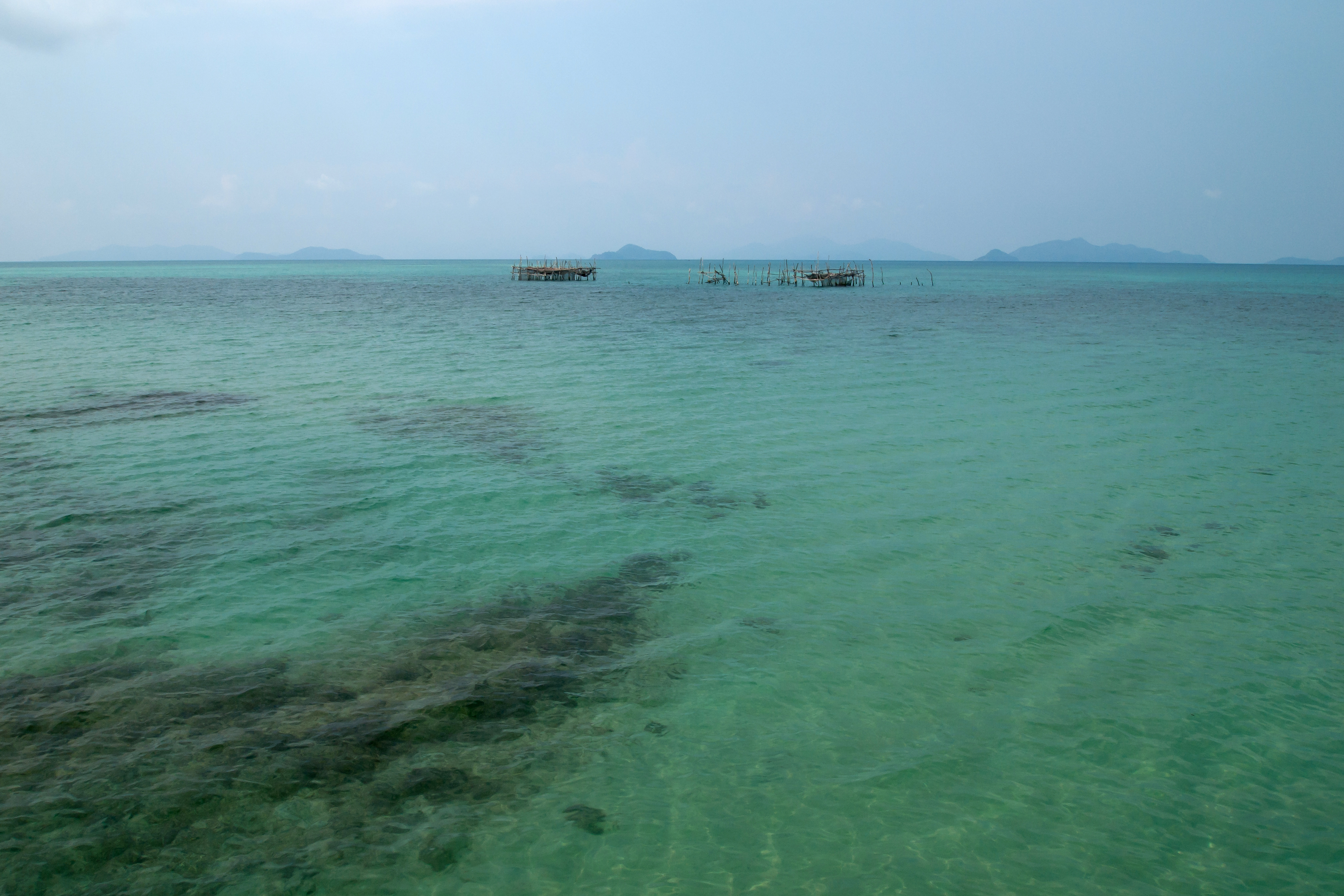
Aigües poc profundes del golf de Tailàndia davant de la costa de Ko Mak

### Els esculls de corall
Hi ha 75.590 rai d'esculls de corall al golf, dels quals el cinc per cent es considera en condicions fèrtils. L'any 2010 es va produir un sever blanqueig de corall a la majoria dels llocs d'esculls del país. El blanqueig dels esculls al mar d'Andaman va ser més greu i extens que el del golf de Tailàndia. El 2016, es va detectar per primera vegada el nlanqueig del corall a Ko Thalu i Ko Lueam a la província de Prachuap Khiri Khan. Els científics han determinat que el blanqueig comença quan la temperatura de l'aigua del mar augmenta més enllà dels 30 °C durant més de tres setmanes. Donat el període prolongat de temperatures fins a 32 °C a Ko Thalu a Prachuap Khiri Khan, del cinc al deu per cent dels corals de la zona ja estan blanquejats.

### Qualitat de l'aigua
Els resultats del seguiment de les aigües costaneres el 2015 de 202 llocs de mostreig, recollits dues vegades l'any, indiquen que no es va trobar cap aigua costanera tailandesa en condicions excel·lents. El setze per cent de l'aigua costanera era de bona qualitat, el 72 % era de qualitat justa, el 9 % era de mala qualitat i el 3 % era de molt mala qualitat. La qualitat de totes les aigües costaneres presentava percentatges similars, la majoria eren de qualitat justa, excepte al golf interior de Tailàndia, on l'aigua costanera era de pobre a molt pobre. En comparació amb la qualitat de l'aigua costanera mesurada el 2014, la qualitat de l'aigua s'ha deteriorat. Es va considerar que algunes aigües del golf de la província de Chachoengsao, Samut Sakhon, Samut Prakan, Bangkok, Rayong, Chonburi, Phetchaburi, Prachuap Khiri Khan i Surat Thani tenien aigües costaneres «pobres» o «molt pobres».
Songkhla era l'única província del golf amb aigües costaneres qualificades de «bona» qualitat.
Del total de captures marines de Tailàndia, el 41% es captura al golf de Tailàndia i el 19% al mar d'Andaman. El 40% es captura en aigües fora de la ZEE de Tailàndia.

### Erosió litoral
Tailàndia té 1.660 quilòmetres de costa que voregen el golf. «Erosió severa», més de cinc metres de pèrdua de costa a l'any, afecta 670 km d'aquest total. Almenys una part de l'erosió és atribuïble a la neteja de boscos de manglars per donar pas a les granges de gambes.

### Contaminació plàstica
El febrer de 2017, es va trobar un tros de deixalles de plàstic de 10 quilòmetres de llarg flotant a la província de Chumphon. Tailàndia es troba entre els pitjors contaminants de plàstics del món. Més de la meitat de les «fuites de residus plàstics terrestres» al mar prové de només cinc països: Xina, Indonèsia, Filipines, Tailàndia i Vietnam.
El Departament de Recursos Marins i Costaners de Tailàndia ha assenyalat que almenys 300 animals marins de mitjana, un 60% dels quals són balenes i dofins, moren per menjar material de pesca i escombraries de plàstic cada any. Els invertebrats d'alimentació per filtració provats a la costa de la província de Chonburi van mostrar alts nivells de microplàstics, cosa que va portar els autors a advertir que «els riscos per a la salut són possibles quan la gent consumeix aquests organismes marins contaminats, especialment mariscs».
El Departament de Control de la Contaminació (PCD) de Tailàndia estima que els residus de plàstic al país augmenten a un ritme anual del 12 %, o al voltant de dos milions de tones anuals.

### Vessaments de petroli
El 2013, una fuita d'un gasoducte va provocar una taca d'oli que va colgar una platja de la propera illa de Ka Samet.
A finals de gener de 2022, una fuita a la canonada operada per Star Petroleum Refining Public Company Ltd va provocar un vessament de 20 a 50 tones en 47 km² d'aigua, amb una mica de petroli que arribava a la costa de la província de Rayong a 20 km de distància.

## Turisme

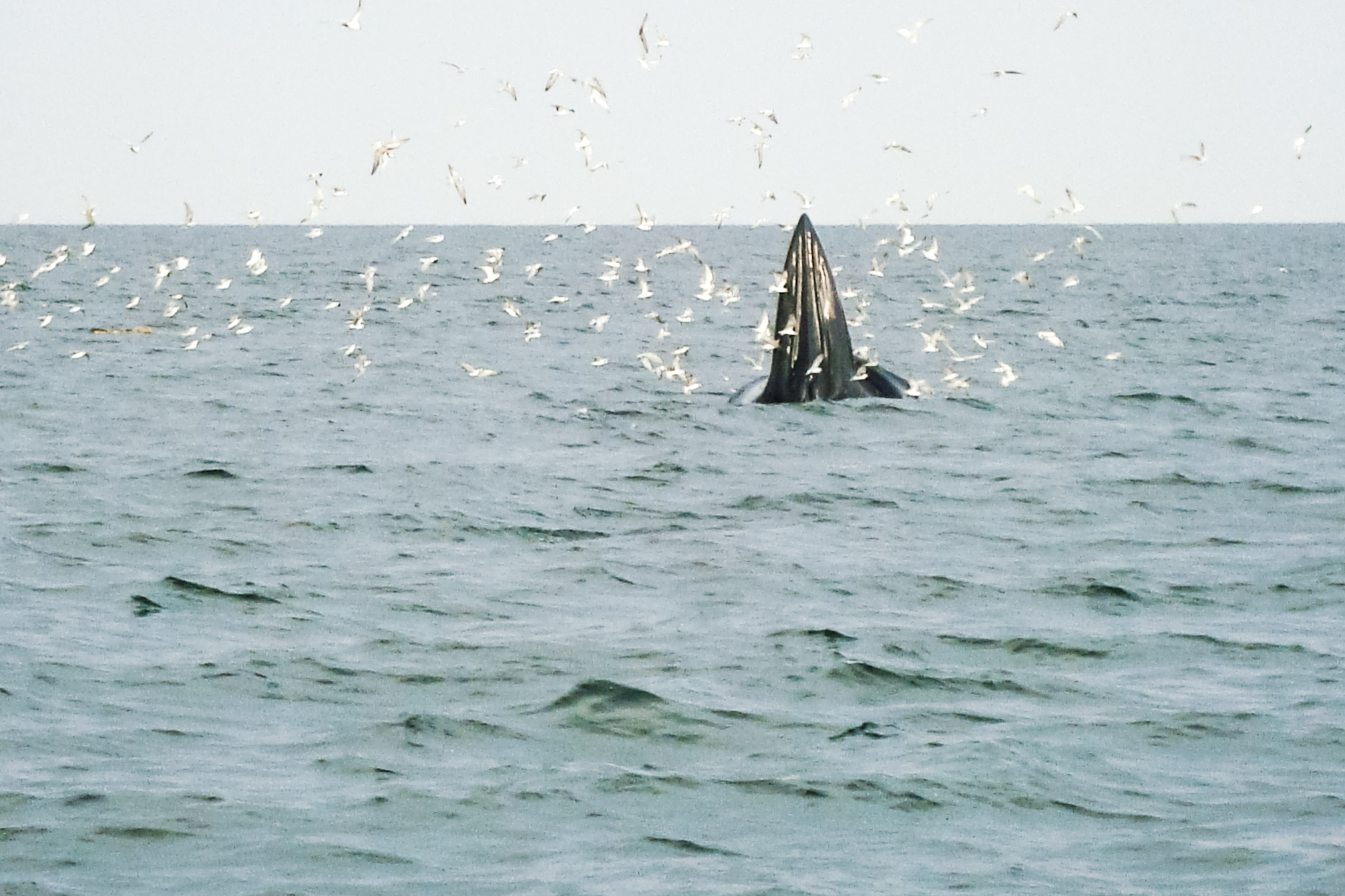
El rorqual de Bryde s'alimenta al golf

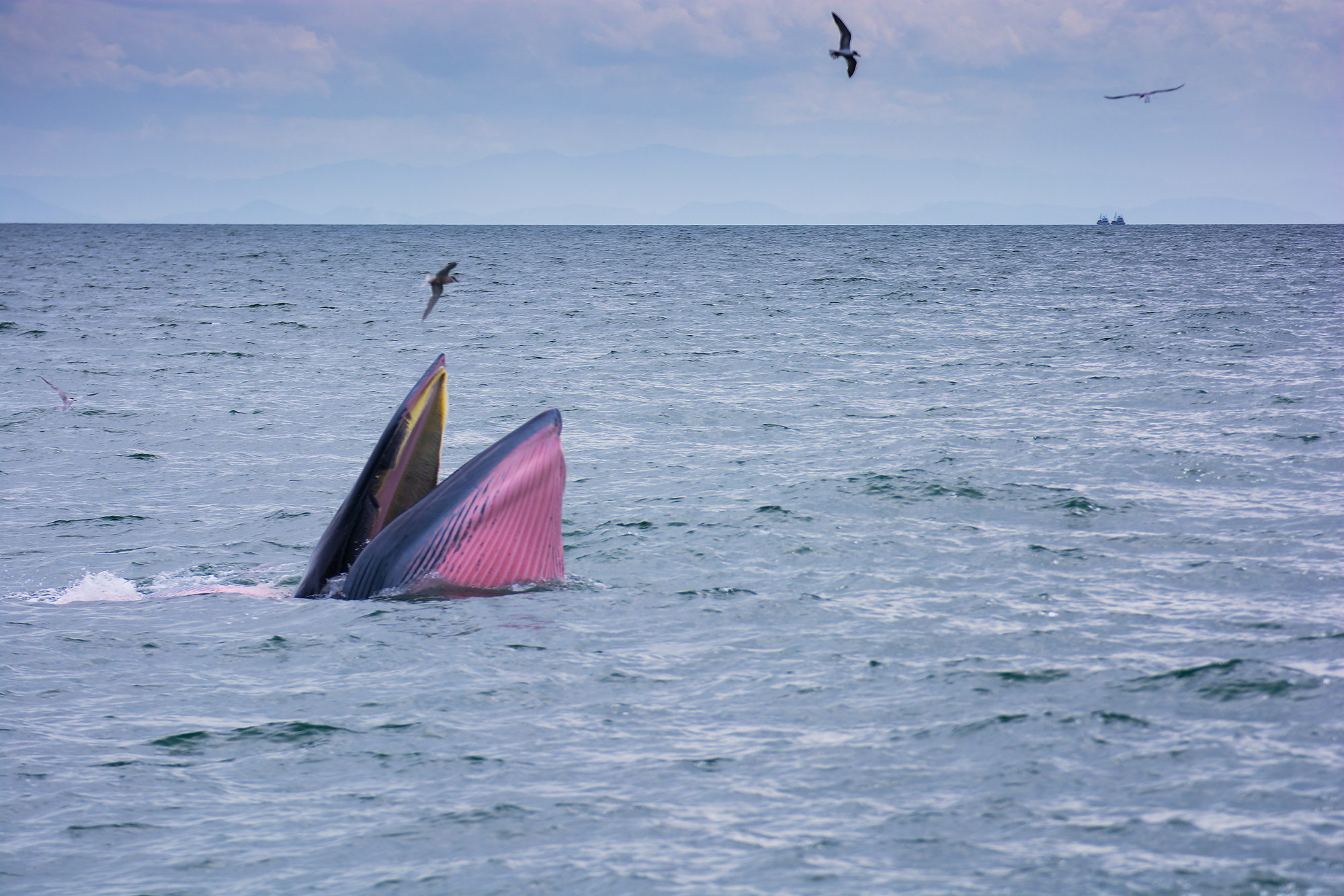
El rorqual de Bryde a Bang Tapun.

Els nombrosos esculls de corall del golf l'han fet atractiu per als submarinistes. La calor tropical de l'aigua atrau molts turistes. Algunes de les destinacions turístiques més importants del golf de Tailàndia són les illes de Ko Samui i Ko Pha Ngan a la província de Surat Thani, Pattaya a la província de Chonburi, Cha-am a la província de Phetchaburi, Hua Hin a la província de Prachuap Khiri Khan i Ko Samet a la província de Rayong.
En els darrers anys, la badia s'ha conegut per les seves activitats d'observació de balenes, dirigides a les poblacions endèmiques i en perill crític de cetacis (Rorqual de Bryde, les balenes d'Omura recentment descrites, dofins blancs xinesos i els dofins de l'Irauadi que mostren comportaments alimentaris únics) i dugongs. Va ser classificat per primera vegada per Müller el 1776 com a Trichechus dugon. S'han trobat cinc espècies de tortugues marines al golf de Tailàndia i a la costa del mar d'Andaman, incloses les tortugues olivàcies, les tortugues verdes, les tortugues carei, les tortugues babau i les tortugues baules.

## Conflictes territorials
La zona entre Malàisia, Tailàndia, Cambodja i Vietnam està subjecta a diverses disputes territorials. Malàisia i Tailàndia han optat per gestionar conjuntament les zones en disputa, que inclouen les illes de Ko Kra i Ko Losin. Una disputa de fa temps entre Cambodja i Vietnam al golf de Tailàndia es refereix principalment a l'illa de Phu Quoc o Koh Tral al Khmer, que es troba davant de la costa de Cambodja. Cambodja també reclama 48.000 km² de la plataforma continental.